# Wyleżysko
Wyleżysko (zwane też wyleżyskiem śnieżnym) to miejsce, w którym długo zalega śnieg. Wyleżyska znajdują się głównie na północnych stokach wysokich gór, w miejscach, gdzie prawie nigdy nie dociera bezpośrednio słońce i gdzie zgromadzone są duże masy śniegu. Są to głębokie nisze skalne, rowy rozpadlinowe i górne odcinki żlebów, w których w czasie zimy gromadzą się duże ilości śniegu, głównie w wyniku nawiewania ze stoków południowych, a także z drobnych lawin. Miejsca takie znajdują się w niewielkich kotlinach, na dnie kotłów polodowcowych, w lawiniskach. Miąższość śniegu jest tu największa i wynosi pod koniec zimy do kilku metrów a śnieg zalega od kilku miesięcy do wielu lat.

## Roślinność
W wyleżyskach jest charakterystyczny mikroklimat; są one wilgotne, zacienione i zimne. Rosną więc tutaj tylko niektóre gatunki roślin, przystosowane do specyficznych, trudnych warunków. Należą one do odrębnych zespołów roślinnych z klasy zbiorowiska źródlisk i wyleżysk (Montio-Cardaminetea). Na podłożu granitowym głównymi gatunkami roślin wyleżysk są: wierzba zielna, rogownica trójszyjkowa, szarota drobna i mech płonnik północny, na podłożu wapiennym zaś skalnica tatrzańska, sybaldia rozesłana, wierzba żyłkowana.